# قانون حلول الاحتباس الحراري لعام 2006
قانون حلول الاحتباس الحراري لعام 2006، أو مشروع قانون الجمعية 32، قانون ولاية كاليفورنيا الذي يحارب ظاهرة الاحتباس الحراري من خلال إنشاء برنامج شامل للحد من انبعاثات غازات الاحتباس الحراري من جميع المصادر في جميع أنحاء الولاية. شاركت فران بافلي عضوة الجمعية في وضع القانون، وكذلك رئيسة جمعية كاليفورنيا فابيان نونيز، ووقعه الحاكم أرنولد شوارزنيجر ليصبح قانونًا في 27 سبتمبر 2006.
وقع الحاكم شوارزنيجر في 1 يونيو عام 2005 أمرًا تنفيذيًا عُرف باسم الأمر التنفيذي S-3-05، والذي حدد أهدافًا لانبعاثات غازات الاحتباس الحراري للولاية. طالب الأمر التنفيذي الدولة بخفض مستويات انبعاثات غازات الاحتباس الحراري إلى مستويات عام 2000 بحلول عام 2010، وإلى مستويات عام 1990 بحلول عام 2020، وإلى مستوى أقل بحوالي 80% عن مستويات عام 1990 بحلول عام 2050.
احتاجت هيئة مصادر طاقة الهواء في كاليفورنيا إلى سلطة من الهيئة التشريعية لتنفيذ هذا الإجراء. أقر المجلس التشريعي لولاية كاليفورنيا قانون حلول الاحتباس الحراري لمعالجة هذه المشكلة ومنح هيئة مصادر طاقة الهواء السلطة لتنفيذ البرنامج.
يتطلب إنفاذ قانون حلول الاحتباس الحراري لعام 2006 من هيئة موارد طاقة الهواء في كاليفورنيا، تطوير اللوائح وآليات السوق لتقليل انبعاثات غازات الاحتباس الحراري في كاليفورنيا إلى مستويات عام 1990 بحلول عام 2020، وهو ما يمثل انخفاضًا بنسبة 30% تقريبًا على مستوى الولاية، مع سقوف إلزامية تبدأ في 2012 لمصادر الانبعاثات الهامة. يسمح مشروع القانون للحاكم بتعليق سقوف الانبعاثات لمدة تصل إلى عام في حالة الطوارئ أو الضرر الاقتصادي الكبير.
تتصدر ولاية كاليفورنيا ولايات الأمة في معايير كفاءة الطاقة وتلعب دورًا رائدًا في حماية البيئة، ولكنها تحتل أيضًا المرتبة الثانية عشر في انبعاثات الكربون في جميع أنحاء العالم. حُددت انبعاثات غازات الاحتباس الحراري في مشروع القانون لتشمل كل ما يلي: ثاني أكسيد الكربون والميثان وأكسيد النيتروز وسداسي فلوريد الكبريت ومركبات الكربون الهيدروفلورية ومركبات الكربون البيرفلورية، وهي نفس غازات الدفيئة المدرجة في الملحق أ من اتفاقية كيوتو.

## المتطلبات
يتضمن قانون إي بي 32 العديد من المتطلبات المحددة لمجلس موارد الهواء في كاليفورنيا:
1. إعداد خطة واعتمادها لتحديد النطاق لتحقيق الحد الأقصى من التخفيضات الممكنة من الناحية التكنولوجية والفعالة بالنسبة للتكلفة في مصادر غازات الدفيئة أو فئات مصادر غازات الدفيئة بحلول عام 2020. وتوفر خطة تحديد النطاق، التي وافق عليها مجلس إدارة موارد الهواء في 12 ديسمبر عام 2008، وتقديم الخطوط العريضة للإجراءات للحد من غازات الدفيئة في ولاية كاليفورنيا. تشير خطة تحديد النطاق المعتمدة إلى كيفية تحقيق تخفيضات الانبعاثات هذه من مصادر غازات الدفيئة المهمة عبر القوانين وآليات السوق والإجراءات الأخرى.
2. تحديد مستوى انبعاثات غازات الدفيئة على مستوى الولاية في عام 1990 ليكون بمثابة حد للانبعاثات يجب تحقيقه بحلول عام 2020. وافق المجلس في ديسمبر عام 2007 على تحديد انبعاثات عام 2020 بسقف 427 مليون طن متري من مكافئ ثاني أكسيد الكربون لغازات الدفيئة، وعُدل هذا السقف لاحقًا إلى 431 مليون طن متري باستخدام طرق محدثة حددت في تقرير التقييم الرابع للجنة الدولية للتغيرات المناخية.[7]
3. اعتماد نظام يتطلب الإبلاغ الإلزامي عن انبعاثات غازات الدفيئة. في ديسمبر عام 2007، تبنى المجلس قرارًا يطالب أكبر المصادر الصناعية بالإبلاغ عن انبعاثات غازات الدفيئة والتحقق منها. ويعمل ذلك كأساس متين لتحديد انبعاثات غازات الدفيئة وتتبع التغييرات المستقبلية في مستويات الانبعاثات. في عام 2011، اعتمد المجلس نظام الحد الأقصى للتجارة. يغطي برنامج الحد الأقصى والتجارة المصادر الرئيسية لانبعاثات غازات الدفيئة في الولاية مثل المصافي ومحطات الطاقة والمنشآت الصناعية ووقود النقل. يتضمن برنامج الحد الأقصى والتجارة سقفًا للانبعاثات سينخفض بمرور الوقت. توزع الولاية المخصصات، وهي تصاريح تجارية، مساوية للانبعاثات المسموح بها بموجب الحد الأقصى. وستحتاج المصادر الخاضعة لذلك السقف إلى التنازل عن المخصصات والتعويضات بما يساوي انبعاثاتها في نهاية كل فترة التزام.
4. تحديد أنظمة واعتمادها للإجراءات المبكرة المنفصلة التي يمكن أن تكون قابلة للتنفيذ في 1 يناير عام 2010 أو قبل ذلك. حدد المجلس تسعة إجراءات منفصلة للعمل المبكر بما في ذلك الأنظمة التي تؤثر على مدافن النفايات ووقود السيارات وغازات التبريد في السيارات وضغط الإطارات وعمليات الموانئ ومصادر أخرى في عام 2007 التي تضمنت كهربة السفن في الموانئ وخفض غازات الدفيئة المرتفعة في المنتجات الاستهلاكية.
5. التأكد من حصول التخفيضات الطوعية المبكرة على الائتمان المناسب في تنفيذ قانون إيه بي 32.
6. تشكيل لجنة استشارية للعدالة البيئية (إي جيه إيه سي) لإسداء المشورة لمجلس الإدارة في تطوير خطة تحديد النطاق وأي مسألة أخرى ذات صلة بتنفيذ قانون إيه بي 32. وقد اجتمعت اللجنة الاستشارية 12 مرة منذ أوائل عام 2007، وقدمت تعليقات على إجراءات العمل المبكر المقترحة وتطوير خطة تحديد النطاق، وقدمت تعليقاتها وتوصياتها بشأن خطة تحديد النطاق في أكتوبر عام 2008. وسيواصل مجلس الإدارة العمل مع اللجنة الاستشارية بينما ينفذ القانون إيه بي 32.
7. تعيين لجنة استشارية للتقدم الاقتصادي والتكنولوجي (إي تي إيه إيه سي) لتقديم توصيات للتقنيات والبحوث وتدابير الحد من انبعاثات غازات الدفيئة. بعد عملية عامة استمرت لمدة عام، قدمت اللجنة الاستشارية تقريرًا عن توصياتها إلى مجلس الإدارة في فبراير عام 2008. وقد استعرضت اللجنة الاستشارية تعليقاتها وقدمتها حول خطة تحديد النطاق. [8]

## الاستراتيجيات
1. برنامج الحد الأقصى والاتجار: حد ثابت لإجمالي انبعاثات غازات الاحتباس الحراري. يغطي 85% من جميع الانبعاثات على مستوى الولاية، بما في ذلك المشاركة في مبادرة المناخ الغربي.
2. الكهرباء والطاقة: تحسين معايير كفاءة الأجهزة وغيرها من تدابير كفاءة الطاقة، وتهدف إلى إنتاج نسبة 33% من الطاقة من مصادر متجددة بحلول عام 2020.
3. الغازات ذات القدرة العالية على إحداث الاحتباس الحراري: تقليل الانبعاثات واستخدام المبردات وبعض الغازات الأخرى التي لها تأثير أعلى بكثير، لكل جزيء من ثاني أكسيد الكربون.
4. الزراعة: معدات زراعية أكثر كفاءة، واستخدام أكثر كفاءة للوقود والمياه.
5. النقل: الالتزام بمعايير بافلي لتحقيق تخفيضات في انبعاثات غازات الاحتباس الحراري من السيارات.
6. الصناعة: تدقيق وتنظيم الانبعاثات من 800 مصدر صناعي على مستوى الولاية، بما فيها صناعة الإسمنت.
7. الحراجة: الحفاظ على عزل الغابات والبرامج التطوعية الأخرى.
8. النفايات وإعادة التدوير: تقليل انبعاثات غاز الميثان من مدافن النفايات، بتقليل النفايات والتركيز على إعادة التدوير/إعادة الاستخدام.[9]